# Myriellina imperatae
Myriellina imperatae är en svampart som beskrevs av B. Sutton & Sankaran 1991. Myriellina imperatae ingår i släktet Myriellina, divisionen sporsäcksvampar och riket svampar.   Inga underarter finns listade i Catalogue of Life.